# Väiko-Härmä
Väiko-Härmä – wieś w Estonii, w prowincji Võru, w gminie Meremäe.